# Enduro Indoor de Barcelona
L'Enduro Indoor de Barcelona fou una competició esportiva d'enduro indoor que se celebrava anualment, durant el mes de gener, al Palau Sant Jordi de Barcelona. Era la prova més veterana de totes les puntuables per al Campionat del Món d'enduro indoor, al qual donà lloc arran de l'èxit de la seva primera edició.
L'esdeveniment s'anomenava oficialment Enduro Indoor Internacional de Barcelona, per bé que al llarg dels anys anà canviant de denominació en funció dels seus patrocinadors principals. Així, el 2002 va dir-se Enduro Indoor Internacional Telefónica Movistar i del 2005 al 2007 el seu nom oficial era Enduro Indoor Movistar Internacional de Barcelona. La prova es deixà de convocar després de l'edició del 2015.

## Història

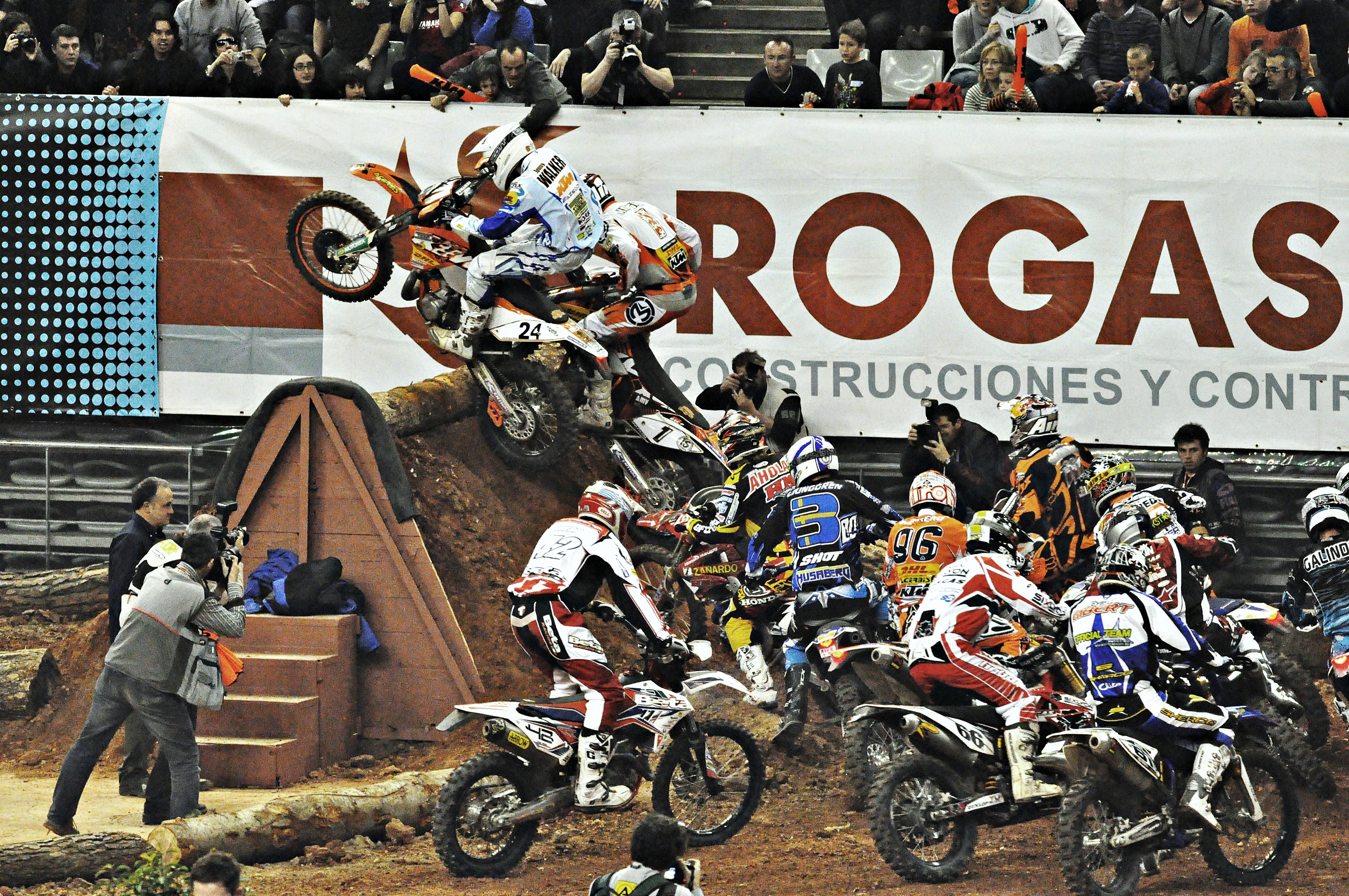
Primer obstacle d'una eliminatòria el 2011

La prova va ser creada el febrer del 2000 per l'empresa promotora barcelonina RPM Racing, inspirant-se en el Trial Indoor de Barcelona que aquesta promotora venia organitzant des de 1978. La intenció inicial dels organitzadors era fer més accessible l'enduro als afeccionats, ja que en desenvolupar-se dins un espai tancat permetia seguir totalment les evolucions dels participants, mentre que una prova tradicional a l'aire lliure resulta complicada de seguir a causa de les grans distàncies que han de recórrer els pilots.
La primera edició, concebuda com a complement de l'esmentat Trial Indoor, congregà més de 10.000 espectadors i el seu èxit fou tal que al novembre del mateix any ja se'n celebrà la segona. Després d'alguns anys essent l'única prova d'Enduro Indoor del món, altres organitzacions van decidir de programar esdeveniments similars a altres ciutats, tant a Europa com als EUA, fins que el 2007 la FIM va crear la FIM Indoor Enduro World Cup, designant-ne promotor a RPM Racing per un període de tres anys.
Al llarg dels anys l'Enduro Indoor de Barcelona ha comptat amb la participació dels principals pilots internacionals, des d'especialistes en raids com ara Cyril Despres i Marc Coma a Campions del Món d'enduro de la talla de Juha Salminen, Stefan Merriman, David Knight, Mika Ahola o el català Ivan Cervantes.
D'ençà del 2011, totes les edicions es varen fer conjuntament amb el Trial Indoor, tal com ja s'havia fet l'any 2000.

## La pista

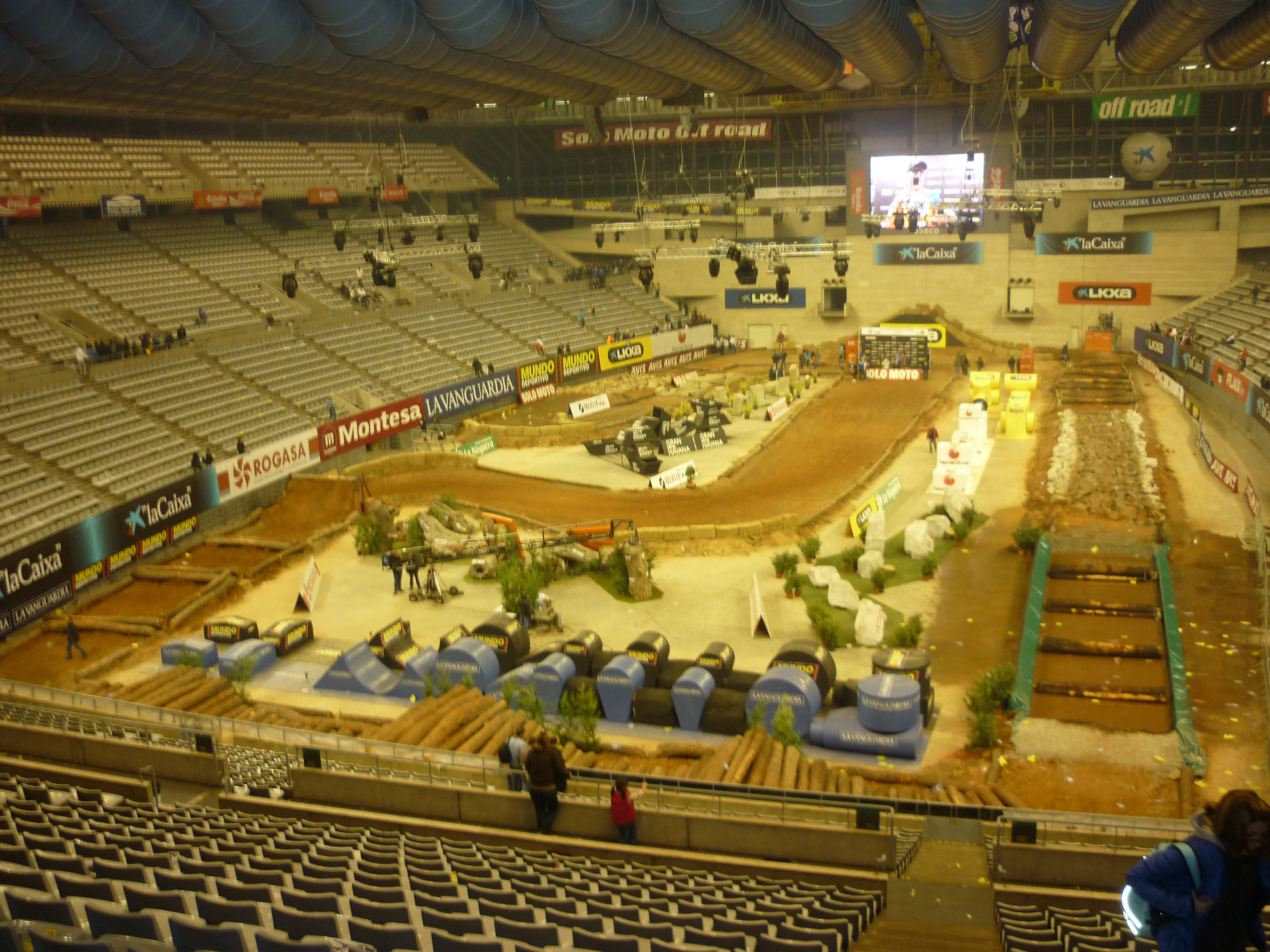
Interior del Palau Sant Jordi, un cop acabada l'edició del 2011

La pista de la primera edició de l'indoor de Barcelona la dissenyà Ferran Gil i les edicions posteriors ho va fer sovint Carles Mas, tots dos ex-campions d'Espanya d'enduro i experts en el Ral·li Dakar. El seu muntatge comportava una feina feixuga que començava per distribuir sobre de la base del Palau Sant Jordi una primera capa de terra, on hi havia d'anar el circuit. Amb aquesta terra s'elaboraven els diferents obstacles tot creant plataformes en forma de rampa, damunt de les quals s'hi col·locaven els elements naturals com ara troncs, roques de pedrera, còdols, sorra fina, etc.

### Cursa nocturna
Una de les proves tradicionals de l'Enduro Indoor de Barcelona era la "cursa nocturna", inspirada en curses extremes com ara la Novemberkåsan, durant la qual s'apagava tota la il·luminació del Palau i els pilots corrien a les fosques, amb l'única llum que els proporcionava l'enllumenat de les seves motos i una llanterna addicional que se subjectaven al casc.

## Palmarès
Font:
| Edició | Any      | Guanyador         | Guanyador | Segon              | Segon     | Tercer             | Tercer    |
| ------ | -------- | ----------------- | --------- | ------------------ | --------- | ------------------ | --------- |
| I      | Feb.2000 | Joan Roma         | KTM       | Juha Salminen      | KTM       | Kari Tiainen       | KTM       |
| II     | Nov.2000 | Juha Salminen     | KTM       | Stefan Merriman    | Husqvarna | Miki Arpa          | Husqvarna |
| III    | 2001     | Juha Salminen     | KTM       | David Knight       | Yamaha    | Alessandro Botturi | KTM       |
| IV     | 2002     | Juha Salminen     | KTM       | David Knight       | Yamaha    | Petri Pojhamo      | Gas Gas   |
| V      | 2003     | David Knight      | Yamaha    | Juha Salminen      | KTM       | Stefan Merriman    | Honda     |
| VI     | 2004     | Juha Salminen     | KTM       | David Knight       | KTM       | Alessandro Botturi | KTM       |
| VII    | 2005     | Ivan Cervantes    | KTM       | Alessandro Botturi | KTM       | Xavi Galindo       | KTM       |
| VIII   | 2006     | David Knight      | KTM       | Ivan Cervantes     | KTM       | Xavi Galindo       | KTM       |
| IX     | 2007     | David Knight      | KTM       | Mika Ahola         | Honda     | Xavi Galindo       | KTM       |
| X      | 2008     | Ivan Cervantes    | KTM       | Tadeusz Blazusiak  | KTM       | Mika Ahola         | Honda     |
| XI     | 2009     | Tadeusz Blazusiak | KTM       | David Knight       | KTM       | Ivan Cervantes     | KTM       |
| XII    | 2011     | Tadeusz Blazusiak | KTM       | David Knight       | KTM       | Joakim Ljunggren   | Husaberg  |
| XIII   | 2012     | Tadeusz Blazusiak | KTM       | Johnny Walker      | KTM       | Alex Salvini       | Husqvarna |
| XIV    | 2013     | Tadeusz Blazusiak | KTM       | David Knight       | Honda     | Alfredo Gómez      | Husaberg  |
| XV     | 2014     | Tadeusz Blazusiak | KTM       | Johnny Walker      | KTM       | Alfredo Gómez      | Husqvarna |
| XVI    | 2015     | Tadeusz Blazusiak | KTM       | Alfredo Gómez      | Husqvarna | Mathias Bellino    | Husqvarna |